# Jakten på tidskristallen
Jakten på tidskristallen är SVT:s julkalender 2017, regisserad och skriven av Oskar Mellander och Tord Danielsson. Serien är fritt baserad på boktrilogin Speglarnas hemlighet av Erika Vallin.
Serien är den femte julkalendern som Eva Rydberg deltar i och Rikard Wolffs sista filmroll.

## Handling
Onda krafter försöker stoppa tiden dagen före julafton och nu måste tre barn från internatskolan Framtidsakademin försöka stoppa dem innan det är för sent.
Professor Styregaard som jobbar på Framtidsakademin har skickat efter barnen Asrin, Max och Lima. Hon känner nämligen till en liten hemlighet med barnen. De är ättlingar till dem som grundade Framtidsakademin och som en gång i tiden skapat en portal mellan olika dimensioner. Denna portal kan transportera människor till Universums mittpunkt. Eftersom barnen är släktingar till dem som byggt portalen har de krafter som gör att portalen kan öppnas.
Professor Styregaard har en liten robot som heter Gorbi som medhjälpare. Roboten är mycket snäll och blir också god vän med barnen.
Professor Styregaard känner till att det i universums mittpunkt finns en kristall som styr tiden i hela universum. Denna kristall har dock blivit förstörd och spetsen brutits av. Men Professor Styregaard har spetsen och tänker sätta tillbaka den igen. Problemet är dock bara att om hon inte gör det inom några dagar kommer tiden att stanna och mänskligheten riskerar att utplånas.
Professor Styregaard och barnen lyckas trots allt använda portalen och sakta men säkert gör de vissa framsteg. Men de hotas i början av doktor Ruben som försöker stoppa dem. Dr Ruben har byggt en egen portal som inte fungerade till annat än att kommunicera med Amalia, en mystisk kvinna som står vid den avbrutna kristallen i universums mittpunkt. Men efter ett tag byter doktor Ruben sida och inser sina misstag och hjälper dem i stället. Hans son ligger illa till och tillsammans med sin dotter Fiona försöker han hjälpa dem.
Vaktchefen är i början mest intresserad av att det ska vara en viss ordning på Framtidsakademin. Men efter ett tag går han över till att jobba ihop med professor Styregaard och blir hennes medhjälpare.
Efter att doktor Ruben bytt sida visar det sig att kvinnan i universums mittpunkt var Asrins gammelgammelmormor Amalia, en av dem som byggde portalen. Hon blev kvar i universums mittpunkt för trehundra år sedan, när hon bröt av Tidskristallen. Hennes vänner Elsa och Leo lämnade henne där då de trodde att hon dog av smällen när hon bröt av kristallen, och var rädda att de skulle bli kvar där allihop. Hon tar nu kristallen efter att ha beordrat Ruben att göra det. Anledningen är att hon vill hämnas för hur hon lidit av att bli lämnad ensam i trehundra år, hon visste inte att hennes vänner trodde hon var död, utan trodde att de övergav henne. 

## Rollista
- Eva Rydberg – professor Siv Styregaard
- Monna Orraryd – Asrin
- Vincent Wettergren – Max
- Naima Palmaer – Lima
- Rikard Wolff – dr Ruben
- Félice Jankell – Fiona
- Julia Ragnarsson – Amalia
- Klas Wiljergård – Lucas
- Fredde Granberg – Max pappa
- Sissela Benn – Limas mamma
- Kodjo Akolor – Limas pappa
- David Wiberg – vaktchef/receptionist
- Bianca Kronlöf – Iza
- Erik Johansson – Hank Eastwood
- Per Andersson – CJ Molin
- Angelika Prick – Elsa
- Patrik Elgh – monstret
- Anton Lundqvist – Leo
- Magnus Krepper – polis
- Hanna Ullerstam – Limas lärare
- Mats Qviström – Asrins lärare
- Anki Larsson – endersköterska
- Björn Gustafson – Allan
- Edith Malmberg – tjej i mobbargäng

## Musik
Julkalenderns musik skrevs av Jonas Wikstrand som också skrev musiken till Kronprinsen som försvann. Musiken skrevs samtidigt som manuset. Soundtracket utgavs digitalt den 15 december 2017 av Olympic Music.
| Nr | Spår                               | Längd |
| -- | ---------------------------------- | ----- |
| 1  | Tiden har stannat                  | 01:54 |
| 2  | Du är antagen                      | 02:10 |
| 3  | Mot Framtidsakademien              | 02:31 |
| 4  | Styregards adjö                    | 03:14 |
| 5  | Vinjett                            | 00:19 |
| 6  | Sagan                              | 06:31 |
| 7  | Ett och Två!                       | 01:36 |
| 8  | Res Tält                           | 01:10 |
| 9  | Rubens Bas                         | 01:24 |
| 10 | Funkar portalen?                   | 01:43 |
| 11 | Djungel-monstret                   | 02:19 |
| 12 | Jakten genom djungeln              | 03:33 |
| 13 | Styregard får en idé               | 01:23 |
| 14 | Asrins saknad                      | 01:44 |
| 15 | Hjältarna                          | 01:10 |
| 16 | Genom skolan                       | 01:03 |
| 17 | Fallplaneten                       | 02:48 |
| 18 | Styregard I kanoten                | 01:26 |
| 19 | Lavinen                            | 03:02 |
| 20 | Amalia                             | 05:12 |
| 21 | Måste rädda Lucas                  | 01:36 |
| 22 | Inbrott hos molin                  | 06:38 |
| 23 | Maskinen                           | 01:09 |
| 24 | Ruben och Fiona (Big-Band Version) | 01:24 |
| 25 | Asrin, Lima och Max                | 01:24 |
| 26 | Vi ska rädda världen               | 05:25 |
| 27 | Universums Mittpunkt               | 00:30 |
| 28 | Askstormen                         | 04:30 |
| 29 | Lavahoppet                         | 03:55 |
| 30 | Finalen                            | 08:34 |
| 31 | Bästa vänner                       | 01:17 |

## Mottagande
Serien fick med blandat betyg av recensenter och fick ett betyg på 3,5 på kritiker.se.
Dagens nyheters Helena Lindblad gav serien betyget 4 av 5 och kallade den "ett julälskande och fartigt rymdäventyr med charmig åttiotalsflört.", medan Göteborgspostens Johanna Hagström kallade serien för "rymdaction utan värme" och beskrev den som "nagelbitarscener och humor som går ut på att folk gör sig illa".

### Kritik
Några professorer kritiserade på DN Debatt Eva Rydbergs rollkaraktär Siv Styregaard, som enligt dem framställde professorer som virriga och konstiga, och de som är intresserade av matematik och vetenskap som tråkiga, svåra och asociala. SVT:s programchef Johanna Gårdare besvarade kritiken och kallade den för "skev" och tillade det alltid går att hitta saker som man lyckats mindre bra med, men poängterade att de jobbat mycket med mångfald och könsroller och pekade bland annat på att professorn är kvinna.

## Datorspel
I samband med julkalendern utvecklade Gro Play ett mobilspel som bygger på serien vid namn Gorbis Robotlabb. I spelet kontrollerar spelaren roboten Gorbi som måste ta sig runt i laboratorium och lösa pussel på jakt efter delar av trasiga robotar som man senare bygger ihop. Spelet blev det femte mest nedladdade gratisspelet på iPad 2018.